# تومارقاميش (سقز)
قرية تومارقاميش (بالكردية: تۆمارقامیش‏) هي إحدى القرى التابعة لـكولتبه في ريف قسم زيويه من مقاطعة سقز، في محافظة كردستان الإيرانية.

## السكان
حسب إحصاءات سنة 2006، بلغ إجمالي السكان في تومارقاميش 414 نسمة وعدد المساكن 75 مسكن. لغة سكان تومارقاميش هي اللغة الكردية و هم من أهل السنة والجماعة والمذهب الشافعي.